# François Martin (compositeur)
Pour les articles homonymes, voir François Martin et Martin.
François Martin, né en 1727 et mort à Paris en 1757, est un violoncelliste et compositeur français de la période classique et l'un des pionniers de la symphonie en France.

## Biographie
François Martin fait partie, avec Blainville et Gossec, des véritables initiateurs de la symphonie en France entre 1745 et 1765.
Les compositions qu'il a publiées en 1751 comptent parmi les premières œuvres symphoniques françaises. « À en juger par le nombre de concerts qu'il donna à l'époque, ses symphonies ont très vite joui de la faveur du public ». « Le 7 avril 1751, le Concert Spirituel s'ouvre par une symphonie de M. Martin qui est reprise le lendemain ».
François Martin était non seulement un compositeur mais également un virtuose du violoncelle qui faisait partie de l'orchestre de l'Opéra de Paris aux côtés de Rebel et Francœur au pupitre des violons, et de Montéclair qui fut le premier à jouer de la contrebasse à  l'Opéra. Il était également au service du duc de Gramont,.
David Charlton, du collège Royal Holloway de l'Université de Londres, le qualifie de « jeune génie » et dit de lui : « De l'enregistrement de sa symphonie en sol mineur (v.1749-1751, op. 4 no 4) ou de sa publication par Barry Brook, on peut entendre que, selon toute vraisemblance, l'orchestre de l'Opéra pratiquait un langage musical qui était plus avancé pour l'époque que celui de Joseph Haydn ».  
Tout comme Simon Le Duc, avec qui il est un des compositeurs les plus doués de la deuxième moitié du XVIIIe siècle en France, François Martin était d'une nature modeste et d'un caractère introverti.
François Martin décède à Paris en 1757, à l'âge de 30 ans.

## Œuvre
Pour Peter Wollny, auteur de la notice du CD La Prise de la Bastille, « ses compositions se distinguent par une instrumentation délicate et une prédilection pour le chromatisme et les tonalités mineures ».
- v.1749-1751 : Symphonie en sol mineur op. 4 no 4[6]
- v.1750 : Six Trios ou conversations à trois pour deux violons ou fluttes et un violoncelle[8]
- 1751 : Ouverture en ré[9]
- v.1753 : Super Flumina Babylonis, motet à grand chœur avec symphonie[10]

## Enregistrements
- 1989 : Symphonie en sol mineur op. 4 no 4 sur le CD La Prise de la Bastille, Music of the French Revolution, Concerto Köln (Capriccio 10280)